# Robby Andrews
Pour les articles homonymes, voir Robert Andrews et Andrews.
Robby Andrews (né le 29 mars 1991) est un athlète américain, spécialiste du 800 mètres.

## Biographie
Il remporte la médaille de bronze du 800 mètres lors des championnats du monde juniors de 2010, à Moncton, au Canada.
En 2014, il se classe troisième du relais 4 × 800 mètres lors des premiers relais mondiaux de l'IAAF, à Nassau aux Bahamas, en compagnie de Michael Rutt, Brandon Johnson et Duane Solomon.
Le 20 mars 2016, Andrew échoue au pied du podium des championnats du monde en salle de Portland, devancé par son compatriote Matthew Centrowitz (3 min 44 s 22), le Tchèque Jakub Holuša (3 min 44 s 30) et le Néo-Zélandais Nick Willis (3 min 44 s 37).

## Palmarès

### International
| Date | Compétition                    | Lieu     | Résultat | Épreuve   | Performance   |
| ---- | ------------------------------ | -------- | -------- | --------- | ------------- |
| 2010 | Championnats du monde juniors  | Moncton  | 3e       | 800 m     | 1 min 47 s 00 |
| 2014 | Relais mondiaux de l'IAAF      | Nassau   | 3e       | 4 × 800 m | 7 min 9 s 06  |
| 2015 | Relais mondiaux de l'IAAF      | Nassau   | 1re      | 4 × 800 m | 7 min 04 s 84 |
| 2015 | Championnats du monde          | Pékin    | 11e      | 1 500 m   | 3 min 38 s 29 |
| 2015 | DécaNation                     | Paris    | 2e       | 800 m     | 1 min 48 s 96 |
| 2016 | Championnats du monde en salle | Portland | 4e       | 1 500 m   | 3 min 44 s 77 |

### National
- Championnats des États-Unis d'athlétisme
  - vainqueur du 1 500 m en 2017

## Records
| Épreuve | Performance   | Lieu        | Date         |
| ------- | ------------- | ----------- | ------------ |
| 800 m   | 1 min 44 s 71 | Des Moines  | 10 juin 2011 |
| 1 500 m | 3 min 34 s 78 | Los Angeles | 18 mai 2012  |